# حیزوق
حیزوق (به عربی: حیزوق) یک منطقهٔ مسکونی در لبنان است که در شهرستان عکار واقع شده‌است. حیزوق ۳٫۰۰ کیلومتر مربع مساحت و ۱٬۰۳۰ نفر جمعیت دارد و ۳۰۰ متر بالاتر از سطح دریا واقع شده‌است.